# Sridnjak (Rab)
Koordinati:   44°48′46″N, 14°42′05″E
Sridnjak je majhen nenaseljen otoček v Kvarnerskem zalivu (Hrvaška).
Sridnjak leži pred vhodom v zaliv Supetarska draga, med otočkoma Mamon in Sajlovac, okoli 2,5 km severozahodno od naselja Supetarska Draga na otoku Rab. Njegova površina meri 0,012 km². Dolžina obalnega pasu je 0,48 km.